# 아메리칸 인디언 기숙 학교

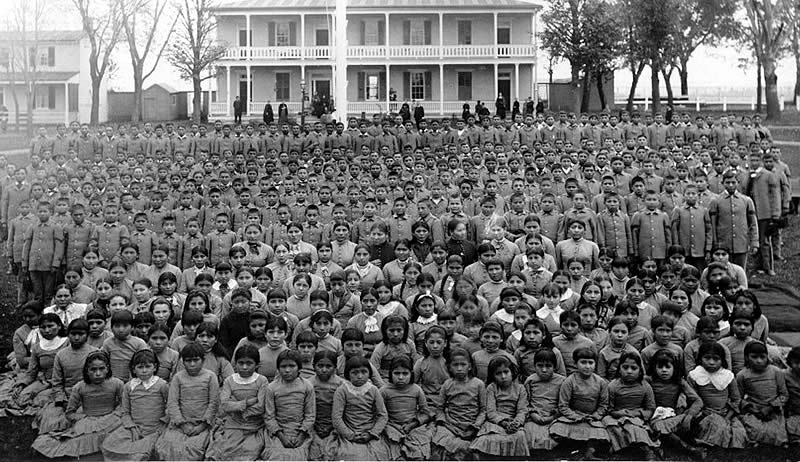
1900년 경 펜실베이니아주 칼라일 인디언 산업학교의 모습

아메리칸 인디언 기숙 학교(American Indian boarding schools)는 아메리카 원주민 어린이와 청소년을 영미권에 "문명화"하거나 동화시키는 일차적 목표를 가지고 17세기 중반부터 20세기 초까지 미국에서 설립된 교육기관들이다. 학교는 기본적인 서양식 교육을 제공했으나, 그 과정에서 아메리카 원주민 문화를 폄하하고 아이들에게 언어와 종교를 포기하게 만들었다.
이 기숙학교는 다양한 교파의 기독교 선교사들에 의해 처음 설립되었다. 선교사들은 특히 서부의 인구 밀도가 낮은 지역에서 예약을 받아 선교부와 학교를 시작하도록 종종 연방 정부의 승인을 받았다. 특히 19세기 말과 20세기 초에 정부는 보호구역에 있는 아메리카 원주민 어린이들에게 기본 교육을 제공하기 위해 교회 교단에 비용을 지불했고 나중에는 보호구역에 자체 학교를 설립했다. BIA(Bureau of Indian Affairs)는 또한 예약 외 기숙 학교를 추가로 설립했다. 이민자 언어 사용자를 가르치는 학교와 유사하게 커리큘럼은 언어 제국주의, 영어 전용 운동, 체벌에 의한 강제 동화에 뿌리를 두고 있었다. 이들은 때때로 다양한 부족의 아이들을 끌어들였다. 또한, 종교 단체에서는 미등록 학교를 설립했다.
아이들은 일반적으로 상류층의 영미 문화에 몰입되어 있었다. 학교는 아이들의 머리를 자르고, 미국식 교복을 입게 하고, 모국어를 말하는 것을 금지하고, 부족 이름을 영어 이름(일부 종교 단체에서는 성자의 이름)으로 바꾸는 등 토착 문화 기호를 강제로 제거했다. 동화의 일환으로 학교에서는 기독교화 교육이 이루어졌다. 학교는 일반적으로 가혹했는데 특히 가족과 강제로 헤어지고 원주민의 정체성과 문화를 버리도록 강요받은 어린 아이들에게는 더욱 그러했다. 때때로 아이들은 전염병으로 인해 학교 시스템에서 사망했다. 20세기 후반의 조사에서는 신체적, 정서적, 성적 학대 사례가 밝혀졌다.

## 같이 보기
- 언어 사멸